# Palcojad
Palcojad (tytuł oryginału: Nailbiter) – amerykańska seria komiksowa autorstwa Joshuy Williamsona (scenariusz) i Mike'a Hendersona (scenariusz i rysunki), publikowana w formie miesięcznika od maja 2014 do marca 2017 przez wydawnictwo Image Comics. Ukazało się 30 zeszytów. Po polsku serię wydała oficyna Egmont Polska w latach 2018–2020 w trzech tomach zbiorczych.

## Fabuła
Utrzymana w konwencji horroru seria rozgrywa się w miasteczku Buckaroo w stanie Oregon, z którego pochodzi aż szesnastu seryjnych morderców. Media nazwały ich "Rzeźnikami z Buckaroo", a najsłynniejszy z nich to Edward Warren zwany "Palcojadem". Pod długim procesie Warren zostaje uniewinniony z zarzutu zabicia 64 osób i wraca w rodzinne strony. Agent NSA Nicholas Finch podąża za nim, chcąc odkryć, dlaczego to właśnie Buckaroo jest siedliskiem tylu zbrodniarzy.

## Tomy zbiorcze
| Tytuł i rok wydania polskiego | Tytuł i rok wydania oryginalnego   | Zawartość                |
| ----------------------------- | ---------------------------------- | ------------------------ |
| Palcojad 1 (2018)             | The Murder Edition Volume 1 (2016) | Zeszyty Nailbiter #1–10  |
| Palcojad 2 (2019)             | The Murder Edition Volume 2 (2018) | Zeszyty Nailbiter #11–20 |
| Palcojad 3 (2020)             | The Murder Edition Volume 3 (2019) | Zeszyty Nailbiter #21–30 |